# Manuel Sánchez (Tennisspieler)
Manuel Sánchez Montemayor (* 5. Januar 1991 in San Luis Potosí) ist ein mexikanischer Tennisspieler.

## Karriere
Sánchez spielt hauptsächlich auf der Future Tour und der ATP Challenger Tour. Auf ersterer gewann er bislang einen Titel im Einzel und sechs Titel im Doppel gewann.
2012 kam er in Acapulco bei den Abierto Mexicano Telcel durch eine Wildcard zu seinem Debüt auf der ATP World Tour. Dort unterlag er Iván Navarro mit 1:6, 6:3, 1:6. 2015 konnte er an gleicher Stelle im Doppel seinen ersten Sieg auf der ATP World Tour erringen. Mit Tigre Hank als Partner gewann er gegen Chris Guccione und Samuel Groth in drei Sätzen, ehe sie im Viertelfinale 0:6, 1:6 unterlagen. In León gewann Sánchez an der Seite von Gonzalo Escobar seinen ersten Titel auf der Challenger Tour, als sie sich im Doppelfinale gegen Bradley Mousley und John-Patrick Smith in zwei Sätzen durchsetzen konnten.
2011 spielte er erstmals für die mexikanische Davis-Cup-Mannschaft. in zwei Begegnungen zwischen 2011 und 2012 gewann er eine von drei Matches im Einzel.

## Erfolge
| Legende (Anzahl der Siege)  |
| Grand Slam                  |
| ATP World Tour Finals       |
| ATP World Tour Masters 1000 |
| ATP World Tour 500          |
| ATP World Tour 250          |
| ATP Challenger Tour (1)     |

### Doppel

#### Turniersiege
| Nr. | Datum          | Turnier | Belag     | Partner         | Finalgegner                        | Ergebnis |
| --- | -------------- | ------- | --------- | --------------- | ---------------------------------- | -------- |
| 1.  | 28. April 2018 | León    | Hartplatz | Gonzalo Escobar | Bradley Mousley John-Patrick Smith | 6:4, 6:4 |